# 前宫危机
前宫危机，又称前宫事件，是暹罗王国拉达那哥欣时代的一次政治危机，发生于1874年12月28日至1875年2月24日。此次危机是改革派的国王朱拉隆功（拉玛五世）与保守派的副王威猜参之间的权力斗争。朱拉隆功在1868年继承王位，而威猜参也在同年就任副王（前宫之主）。
朱拉隆功国王的进步改革引起了副王威猜参和贵族的愤怒，因为他们发现自己的权力和影响力正在慢慢被削弱。在大皇宫前的一次开火开始了两个派系之间的公开冲突。威猜参逃入英国领事馆，结果此次冲突陷入僵局。最后海峡殖民地总督安德鲁·克拉克出面支持国王反对副王，危机才最终得以解决。此后副王被剥夺权力，并在1885年威猜参死后这一职位被废除。